# Брус Стърлинг
Брус Стърлинг (на английски: Bruce Sterling) е американски писател.

## Биография и творчество
Роден е на 14 април 1954 г. в Браунсвил, щат Тексас. След като завършва Тексаския университет работи като журналист. Първото му произведение в жанра фантастика е разказът Man-Made Self, който е публикуван през 1976 г.
Първият му роман – Involution Ocean – излиза през 1978 г. Този роман не се различава много от останалите произведения, които излизат по това време и не става толкова популярен. Вторият му роман The Artificial Kid може да се причисли към киберпънка. С този роман, който излиза от печат през 1980 г., както и с последвалите си произведения Стърлинг набира широка популярност като идеолог на киберпънк движението. С неговите произведения и с тези на Уилям Гибсън се слага началото на цялото движение в научната фантастика. Някои от произведенията на Брус Стърлинг са написани в съавторство с Уилям Гибсън.

## Произведения

### Самостоятелни романи
- Involution Ocean (1977)
- The Artificial Kid (1980)
- Islands in the Net (1988)
- The Difference Engine (1990) – с Уилям Гибсън
- Heavy Weather (1991)
- Holy Fire (1996)
- Distraction (1998)
- Zeitgeist (2000)
- The Zenith Angle (2004)
- The Caryatids (2009)
- Love Is Strange (2012)

### Серия „Машинни протези“ (Mechanist Shapers)
1. Schismatrix (1985)
2. Crystal Express (1989)
3. Schismatrix Plus (1996)

### Новели
- Black Swan (2010)
- The Parthenopean Scalpel (2010)
- Good Night, Moon (2011) – с Руди Рукър
- Loco (2012) – с Руди Рукър

### Сборници
- Global Head (1992)
- A Good Old-Fashioned Future (1999)
- Custer's Last Jump and Other Collaborations (2003) – с А. А. Джаксън, Лий Кенеди, Джордж Р. Р. Мартин, Йозеф Пумилия, Бъди Сандърс, Стивън Ътли и Хауърд Уолдръп
- Visionary in Residence (2006)
- Ascendancies (2007)
- Gothic High-Tech (2012)

### Документалистика
- The Hacker Crackdown (1992)
Удар срещу хакерите, изд. УИ „Св. Климент Охридски“, София (2000)
- Tomorrow Now (2002)